# Sierra Leone Labour Congress
Der Sierra Leone Labour Congress (SLLC) ist ein Dachverband der Gewerkschaften im westafrikanischen Sierra Leone. Er wurde 1976 gegründet und ist Mitglied der International Trade Union Confederation.